# Formica chufejif
Formica chufejif é uma espécie de formiga do gênero Formica, pertencente à subfamília Formicinae.